# Choilley-Dardenay

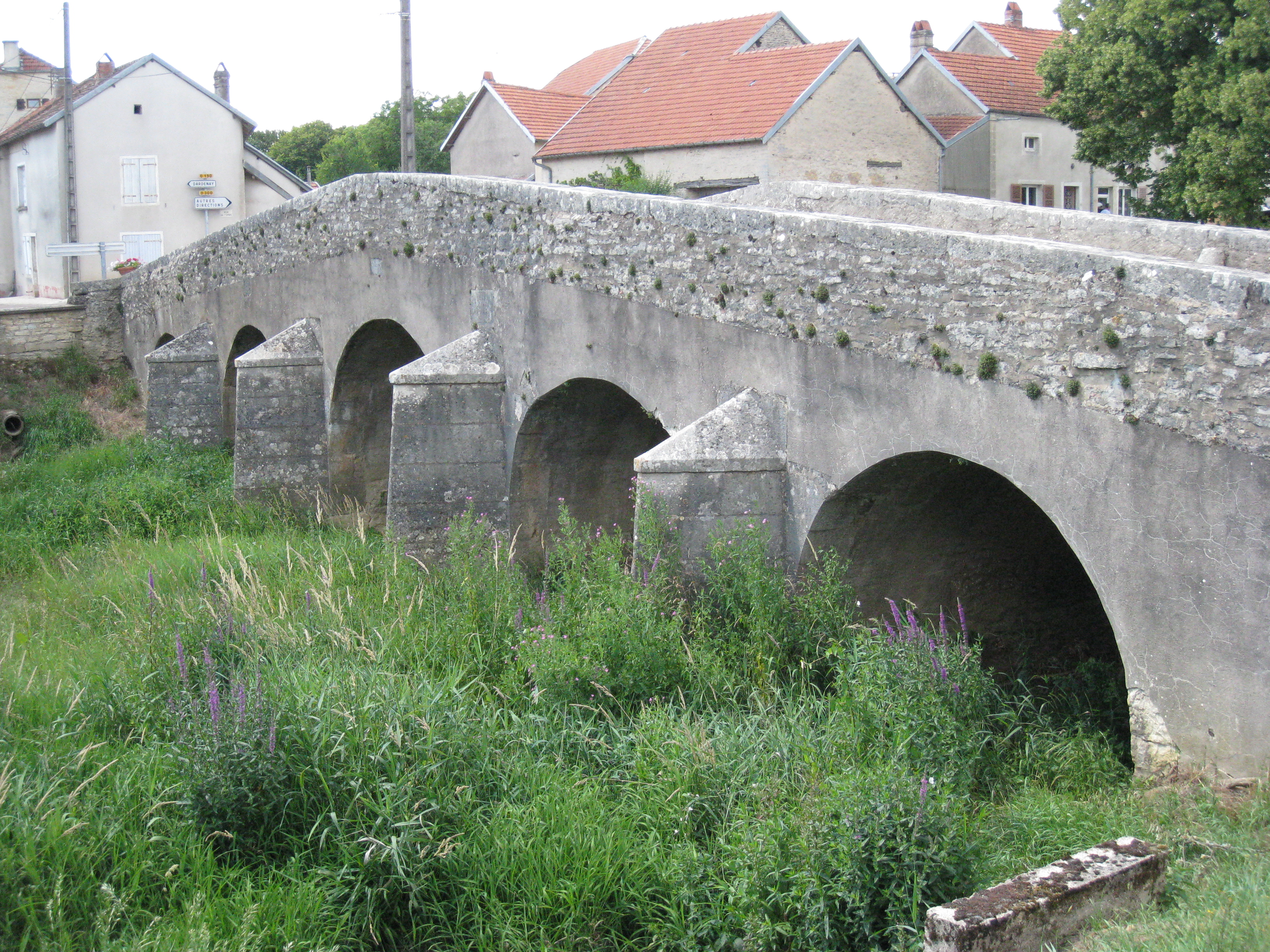
brug

Choilley-Dardenay is een gemeente in het Franse departement Haute-Marne (regio Grand Est) en telt 139 inwoners (1999). De plaats maakt deel uit van het arrondissement Langres.

## Geografie
De oppervlakte van Choilley-Dardenay bedraagt 16,5 km², de bevolkingsdichtheid is 8,4 inwoners per km².
De onderstaande kaart toont de ligging van Choilley-Dardenay met de belangrijkste infrastructuur en aangrenzende gemeenten.

## Demografie
Onderstaande figuur toont het verloop van het inwonertal (bron: INSEE-tellingen).

1. ↑  Populations de référence 2022.